# Vlaktespekvreter
De vlaktespekvreter (Emarginata sinuata; synoniem: Cercomela sinuata) is een zangvogel uit de familie Muscicapidae (vliegenvangers).

## Verspreiding en leefgebied
Deze soort telt 3 ondersoorten:
- E. s. hypernephela: Lesotho.
- E. s. ensifera: zuidelijk Namibië en westelijk en centraal Zuid-Afrika.
- E. s. sinuata: zuidelijk Zuid-Afrika.